# Ba'al Šem Tov
Jisra'el ben Eliezer (hebrejsky רבי ישראל בן אליעזר‎ zvaný Ba'al Šem Tov, hebrejsky בעל שם טוב‎ (Pán dobrého (tj. Božího) jména), podle zkratky též jen בעש״ט Bešt; 1698 nebo 1700, Okopy – 1760, Medžybiž) byl židovský náboženský myslitel a charismatický duchovní vůdce, jenž je označován jako zakladatel východoevropského chasidismu. Jedním z jeho potomků byl slavný rabín Nachman z Braclavi, který založil dynastii Braclavských chasidů.

## Život
Ba'al Šem Tov je přízvisko, které získal během svého působení. Narodil se v chudé židovské rodině v oblasti Podolí (tehdy součást polského státu) Eli’ezerovi a Sáře. Byl pomocník učitele (v jidiš: behelfer) v synagoze, kde se seznámil s židovskou mystikou – kabalou. Brzy však osiřel.
Po smrti své první manželky začal putovat haličskými městečky a příležitostně se živil jako učitel. Se svou druhou ženou Chanou se kolem roku 1730 usadil ve městě Tovste (polsky Tłuste, jižně od Ternopilu). Měl jednoho syna, Cviho, a dceru Edel. O Edel tvrdil, že její jméno je akronymem hebrejského slovního spojení eš dat lamo (oheň pravice pro ně). Podařilo se mu získat velké množství praktických znalostí léčivých rostlin a lidového léčitelství, což způsobilo jeho věhlas jako divotvůrce. Svým chudým souvěrcům namísto rabínské učenosti hlásal radostnou, niternou zbožnost, osobní nápravu a lásku k bližnímu. Velký důraz kladl na modlitby, jež prý vedou až k vytržení, projevující se pohyby těla, výkřiky, tancem a zpěvem. Mezi haličskou židovskou populací si začal získávat množství stoupenců, kteří se možná již za jeho života začali nazývat chasidim – zbožní. Kolem roku 1740 se přestěhoval do Medžybiže (Międzyboż – Меджибіж), kam se za ním sjížděly stovky přívrženců, ale i těch, kteří hledali útěchu či radu. V Medžybiži také založil vlastní dynastii. Ta byla de facto vyvražděna během 2. světové války.

## Legendy
Jeho život je opředen mnoha legendami, například jeho přízvisko pochází od jeho schopnosti ovládat tvořivé síly, ukryté v božích jménech, vyhánět démony a zlé duchy, konat zázraky (přivolávat déšť apod.). Legendy o Beštovi vznikaly již za jeho života a po jeho smrti začaly být kompilovány do celých sbírek. Nejznámější takovou sbírkou je Šivchej ha-Bešt (Chvály na Bešta), zkompilovaná Dov Berem ben Šmu'elem z Linice.
Kromě několika málo dopisů se nezachovala žádná písemná památka, jeho výroky sebrali a tradovali jeho žáci. Nejvýznačnější z jeho žáků byl Dov Ber z Meziřiče, magid (kazatel), jenž pod svým vedením rozšířil hnutí po celé východní Evropě. Jeho a Beštovi žáci a potomci poté založili dynastie chasidských vůdců, kteří byli svými stoupenci nazýváni cadikim (spravedliví). Cadik je charakteristický vyššími morálními kvalitami (alespoň v očích svých stoupenců). Je schopen plného přilnutí k Bohu (devekut). Bešt učil, že každý žid je součástí Šchiny (Boží přítomnosti) a že každý žid by měl být cadik, podobně jako učí biblický verš Izajáš 60,21: „Tvůj lid, všichni budou spravedliví, navěky obdrží do vlastnictví zemi, oni, výhonek z mé sadby, dílo mých rukou k mé oslavě.“
Cadik sestupuje ke hříšným a snaží se je napravit a přivést zpět k Bohu. Tato teorie řadě odpůrců chasidismu velmi připomínala sabatianismus, a proto byl Bešt a jeho následovníci často označováni jako „čarodějové“, „blázni“ nebo „zatracení“. Kromě zachraňování duší živých měl cadik mít schopnost zachraňovat i duše zemřelých. Domněnky o inklinaci k sabatiánské herezi Bešt sám ještě podpořil tím, že měl prohlásit, že i duše Šabtaje Cviho může být zachráněna, byť „byla uchvácena Samaelem“. To byl později nucen odmítnout – argument proti němu zněl, že pokud toto platí o Šabtaji Cvi, bude to rovněž platit i o Ježíši z Nazareta, s čímž Bešt nesouhlasil. Domněnky o Beštově přímé inklinaci k sabatianismu nejsou podložené žádnými konkrétními důkazy.

## Nástup chasidismu
Chasidští cadikim byli známí legendárními skutky a jejich výroky se hojně šířily po chasidských komunitách. Prvek cadiků dokonce v raném chasidismu eliminoval pojem samotného Mesiáše. Chasidští rabíni získávali stále větší vliv než místní rabíni, vzdělaní v židovské náboženské a právní tradici – tyto jevy spolu s lidovými pověrami v chasidismu vyvolaly ve střediscích židovské vzdělanosti odpor. Vzniklo hnutí „odpůrců“ (mitnagdim), v jehož čele stál rabín ha-gaon rabi Elijahu ben Šlomo, zvaný Ga'on z Vilna. Nakonec roku 1722 uvrhli mitnagdim všechny chasidy a jejich duchovní vůdce do klatby. Chasidismus si i přesto své postavení udržel a zůstal i přes osvícenskou kritiku v 19. století významnou a charakteristickou složkou východoevropského židovství. Východoevropskou chasidskou populaci fakticky zlikvidovalo až nacistické vraždění během 2. světové války. Hnutí bylo obrozeno v Izraeli a v USA.